# دان جونستون
دان جونستون (بالإنجليزية: Dan Johnston)‏ هو محامي وسياسي أمريكي، ولد في 6 أبريل 1938 في مونتيزوما في الولايات المتحدة، وتوفي في 21 أكتوبر 2016 في دي موين في الولايات المتحدة. حزبياً، نشط في Iowa Democratic Party ‏. وقد انتخب عضو مجلس نواب ولاية ايوا.